# Isparta (tartomány)
Isparta tartomány Törökország egyik tartománya a Földközi-tengeri régióban, székhelye Isparta városa. Északnyugaton Afyonkarahisar, délnyugaton Burdur, délen Antalya, keleten Konya határolja.
A tartomány elsősorban növénytermesztéséről (alma, meggy, szőlő, rózsa és rózsából készült termékek) valamint szőnyegeiről nevezetes.

## Körzetei
A tartománynak 13 körzete van:
- Aksu
- Atabey
- Eğirdir
- Gelendost
- Gönen
- Isparta
- Keçiborlu
- Şarkikaraağaç
- Senirkent
- Sütçüler
- Uluborlu
- Yalvaç
- Yenişarbademli

## Híres emberek
A tartományban született híres emberek:
- Süleyman Demirel, volt miniszterelnök és államfő
- Emre Aydın, énekes